# Горовиц, Гад
Гад Горовиц (англ. Gad Horowitz; родился в 1936 году, Иерусалим) — канадский политолог, заслуженный профессор Университета Торонто.

## Биография
Горовиц родился в Иерусалиме. Его родители иммигрировали в Канаду, когда Гаду было 2 года. Он жил и рос в Калгари, Виннипеге и Монреале.
Он получил степень бакалавра в Университете Манитобы, а степень магистра — в Университете Макгилла в 1959 году, защитив диссертацию под названием «Mosca and Mills: Ruling Class and Power Elite». В 1965 году он получает ступень Ph.D. в Гарвардском университете, защитив диссертацию «Canadian Labor in Politics: The trade unions and the CCF-NDP, 1937-62»,, написанную под руководством Сэма Бира (Sam Beer).
Горовиц специализировался на теории труда. Он наиболее известен тем, что впервые предложил термин «красные тори», применив «теорию фрагментов» Луиса Харца к канадской политической культуре и идеологическому развитию в его статье «Консерватизм, либерализм и социализм в Канаде: интерпретация» («Conservatism, Liberalism and Socialism in Canada: An Interpretation» в Canadian Journal of Political Science, 32, 2 (1966): 143-71). Использование термина проводит различие между традиционным канадским торизмом и властными элементами классического либерализма, которые стали возникать в Консервативной партии после Второй мировой войны, однако его применяют по отношению к консервативным партиям в других странах, в которых «тори» выступают за национализацию индустрии, государство всеобщего благоденствия и прочие институции, которые рассматриваются как выражение национального характера, что вступает в конфликт с «либеральным» и «неолиберальным» отвержением государственного вмешательства в экономику.
Горовиц был членом редакционного совета левого журнала Canadian Dimension и часто сам писал для него статьи.
Горовиц преподает спецкурс «The Spirit of Democratic Citizenship» (Дух демократического гражданства) в Университете Торонто, в рамках которого рассматривается общая семантика — неаристотелевская образовательная дисциплина, впервые разработанная польским инженером Альфред Коржибски.

## Избранная библиография
- Creative politics. Mosaics & identity (неопр.). — 1966.
- Mosaics & identity (неопр.). — 1966.
- Canadian Nationalism: Articles on foreign ownership, international trade unionism, sports media, Americanization of the universities, and more (англ.). — Canadian Dimension.
- Canadian Labour in Politics (неопр.). — University of Toronto Press, 1968.
- Repression: Basic and surplus repression in psychoanalytic theory: Freud, Reich, and Marcuse (англ.). — University of Toronto Press, 1977. — ISBN 0-8020-5379-3.
- "Everywhere they are in chains": Political theory from Rousseau to Marx (англ.). — Nelson Canada[англ.], 1988. — ISBN 0-17-603412-9.
- Difficult justice: Commentaries on Levinas and politics (англ.). — University of Toronto Press, 2006. — ISBN 0-8020-8009-X. (with Asher Horowitz)

## Статьи
- Conservatism, Liberalism and Socialism in Canada: An Interpretation (англ.) // Canadian Journal of Political Science[англ.] : journal. — 1966. — Vol. 32, no. 1. — P. 143—171. — doi:10.2307/139794.
- Global Pardon: Pax Romana, Pax Americana, and Kol Nidre. Bad Subjects (декабрь 2001). Дата обращения: 6 сентября 2011. Архивировано из оригинала 27 сентября 2011 года.